# Karang Anyar (Kalianget)
Karang Anyar (Karanganyar) is een plaats (kelurahan) in het onderdistrict (kecamatan) Kalianget van het regentschap Sumenep in de provincie Oost-Java, Indonesië. Karang Anyar telt 2.874 inwoners (volkstelling 2010).